# Берм
Берм (њем. Börm) општина је у њемачкој савезној држави Шлезвиг-Холштајн. Једно је од 134 општинска средишта округа Шлезвиг-Фленсбург. Према процјени из 2010. у општини је живјело 755 становника. Посједује регионалну шифру (AGS) 1059009.

## Географски и демографски подаци
Берм се налази у савезној држави Шлезвиг-Холштајн у округу Шлезвиг-Фленсбург. Општина се налази на надморској висини од 2 метра. Површина општине износи 18,7 km². У самом мјесту је, према процјени из 2010. године, живјело 755 становника. Просјечна густина становништва износи 40 становника/km².